# Lista de personagens secundários de Seinfeld
O programa de televisão Seinfeld era conhecido por apresentar vários personagens diferentes a cada episódio, cada um deles com uma mania em particular.

## Personagens recorrentes
- Newman — Newman nunca revelou o seu primeiro nome. É vizinho de Kramer e Jerry; um baixo, vingativo e psicótico carteiro. Newman é o arqui-inimigo de Jerry amigo de Kramer. Jerry descreve-o como "O Mal em Pessoa."  Newman parece ser o único personagem que percebe que Jerry não tem nenhuma consciência social. Talvez seja essa a razão do ódio, o que é irónico, já que Newman também não é nenhum grande exemplo de pessoa consciente. Newman nunca perde a oportunidade de criar problemas a Jerry. Curiosamente, Jerry namora uma ex de Newman e ao saber que tinha sido ele a acabar com ela não conseguiu mais sustentar aquela relação sabendo que ela não era suficiente para Newman. Newman tem uma paixão secreta por Elaine.

- Estelle Costanza (Estelle Harris) — Mãe de George. Uma mulher com uma voz esganiçada que embirra com George e com o seu pai. Nunca foi vista sorrindo.

- Frank Costanza (Jerry Stiller) — Pai de George. Desgostado com todos os aspectos religiosos e comerciais do Natal, inventou a sua própria época festiva, o "Festivus", que dispensa qualquer tipo de decoração, tendo um poste de alumínio no lugar de uma Árvore de Natal. A festa consistia num jantar, em que Frank explicava a todos os presentes o modo como o tinham desapontado e desgostado no ano que houvera passado, e numa "Medição de Forças", que acabava com George, o seu filho, a chorar. O Festivus nasceu da ocasião em que Frank foi ao supermercado comprar uma boneca para George, e estendeu a mão à última que havia, mas não foi o único, e a boneca acabou por se despedaçar. Daí nasceu uma nova festividade: "A Festivus for the Rest of Us!"

- Susan Biddle Ross (Heidi Swedberg) — Noiva de George, que morreu por lamber envelopes baratos e antigos com cola tóxica quando enviava os convites do casamento.

- Helen Seinfeld (Liz Sheridan) — Mãe de Jerry, um estereótipo de mãe judia.

- Morty Seinfeld (Barney Martin) — Pai de Jerry, vendedor de gabardinas por 48 anos.

- J. Peterman (John O'Hurley) — Excêntrico e poético patrão de Elaine.

- George Steinbrenner (Lee Bear, voz de Larry David) — Excêntrico patrão de George nos New York Yankees.

- Tio Leo (Len Lesser) — Tio chato de Jerry, sempre orgulhoso com o primo de Jerry, Jeffrey, que trabalha no Departamento de Parques.

- David Puddy (Patrick Warburton) — Namorado "vai-e-vem" de Elaine. Mecânico, mais tarde Vendedor de Carros, pinta a cara em jogos de hockey no gelo e tem o irritante hábito de olhar para o nada com os olhos semi-cerrados.

- Sr. Wilhelm (Richard Herd) — Superior de George nos New York Yankees.

- Sr. Lippman (Richard Fancy) — Patrão de Elaine na Pendant Publishing.

- Sr. Pitt (Ian Abercrombie) — Contratou Elaine para ser sua assistente pessoal, depois do fim da Pendant Publishing, com tarefas triviais como comprar-lhe meias brancas.

- Mickey Abbott (Danny Woodburn) — Anão amigo de Kramer que praticou teatro com ele.

- Jackie Chiles (Phil Morris) — Advogado de Kramer.

- Kenny Banya (Steve Hytner) — Péssimo comediante, que vive atrás de Jerry.

- Crazy Joe Davola (Peter Crombie) — Louco que persegue o quarteto na quarta temporada.

- "Maestro" Bob Cobb — Namorado de Elaine, conduz uma orquestra e insiste em ser chamado por Maestro socialmente.

- Sue Ellen Mishkie — Rival de Elaine, sente-se melhor do que ela. Alta, loura e conhecida por não usar soutien.

- Bob Sacamano — Amigo de Kramer várias vezes mencionado mas nunca visto.

- Lomez — Amigo de Kramer várias vezes mencionado mas nunca visto.